# Poluvsie
Poluvsie (in tedesco Halbendorf, in ungherese Erdőrét) è un comune della Slovacchia facente parte del distretto di Prievidza, nella regione di Trenčín.
Fu menzionato per la prima volta in un documento storico nel 1358 quando venne fondato da coloni tedeschi qui insediati da un nobile locale, il cavaliere Petricius. All'epoca, nel villaggio, la giustizia veniva amministrata secondo il diritto germanico. Appartenne alla città di Prievidza e poi a quella di Bojnice.